# Chartocerus beethoveni
Chartocerus beethoveni är en stekelart som först beskrevs av Girault 1915.  Chartocerus beethoveni ingår i släktet Chartocerus och familjen långklubbsteklar. Inga underarter finns listade i Catalogue of Life.